# Regina Brzank
Regina Brzank (* in Oschatz) ist eine deutsche Trainerin in der Rhythmischen Sportgymnastik und Sportwissenschaftlerin.

## Werdegang
Brzank studierte an der Deutschen Hochschule für Körperkultur (DHfK) in Leipzig und erlangte 1970 einen Diplomabschluss. In ihrer Diplomarbeit befasste sie sich mit der Leistungssteigerung im Grundlagentraining der Künstlerischen Gymnastik. Sie war an der DHfK als wissenschaftliche Mitarbeiterin und später als Oberassistentin tätig. Ihre 1981 angenommenen Dissertation B trägt den Titel Untersuchung zum Kombinationscharakter der Technik in der Leistungsgymnastik unter dem Aspekt einer effektiven Gestaltung des Techniktrainings im Nachwuchsbereich. Brzank veröffentlichte Erkenntnisse ihrer wissenschaftlichen Auseinandersetzung mit der Rhythmischen Sportgymnastik auch in der Fachzeitschrift Theorie und Praxis des Leistungssports, 1988 brachte sie gemeinsam mit Renate Schwabowski das Buch Struktur der sportartspezifischen Leistungsentwicklung heraus. Sie war ebenfalls zusammen mit Schwabowski und mit Ingrid Nicklas Verfasserin des 1992 erschienenen Werkes Rhythmische Sportgymnastik. Leistung – Technik – Methodik.
Sie lebte nach dem Ende der Deutschen Demokratischen Republik in Solingen, später in Meinerzhagen. Im Zeitraum 1993 bis 2000 hatte Brzank beim Deutschen Turner-Bund (DTB) das Amt der Cheftrainerin der Rhythmischen Sportgymnastik inne und war zwischen 2001 und 2004 für den Nachwuchs zuständige Bundestrainerin in dieser Sportart. Von 2005 bis 2010 gehörte sie innerhalb des DTB dem Lenkungsstab für Rhythmische Sportgymnastik an und war innerhalb dieses Ausschusses für die Bereiche Wissenschaft und Lehre zuständig.